# Mecachrome
Mecachrome ist ein französisches Technologieunternehmen und Zulieferer von Teilen für die Automobil- und die Flugzeugindustrie. Der Unternehmenssitz befindet sich seit 2004 in Montreal, Kanada, die Hauptproduktionsstätte weiterhin in Frankreich in Aubigny-sur-Nère (Département Cher). Im internationalen Motorsport wurde Mecachrome vor allem durch seine Zusammenarbeit mit dem Automobilhersteller Renault bekannt.

## Formel 1

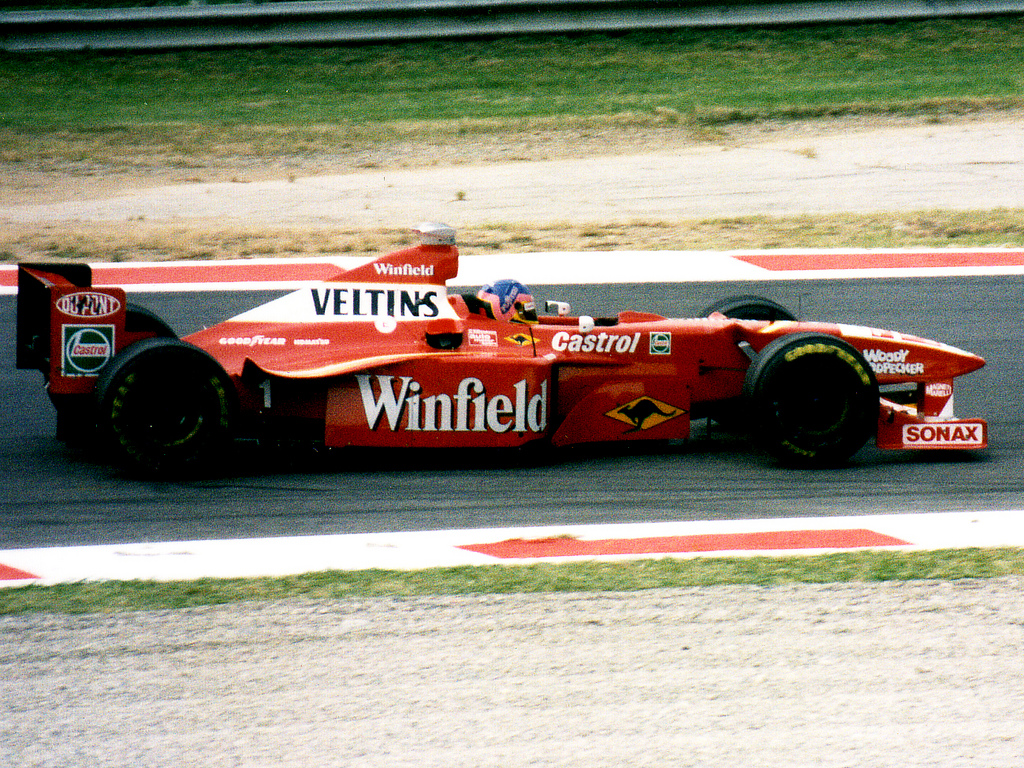
Mit Mecachrome-Motor: Der Williams FW20 von 1998 (hier Jacques Villeneuve beim Großen Preis von Italien)

Als sich Renault nach dem Gewinn von fünf Formel-1-Weltmeisterschaften mit Ablauf der Saison 1997 vorübergehend aus der Formel 1 zurückzog, übernahm Mecachrome die erfolgreichen Renault-Motoren und bereitete sie für das folgende Jahr für zwei Kundenteams vor. 1998 wurden sie bei Williams und von Benetton eingesetzt. Bei Williams behielten die Motoren die Bezeichnung Mecachrome bei, Benetton hingegen benannte sie nach seinem Sponsor Playlife. Die Motoren hatten für die neue Saison nur eine oberflächliche Weiterentwicklung erfahren; ihre Leistungsfähigkeit fiel hinter die der Mercedes- und Ferrari-Motoren zurück. Anders als im Jahr zuvor, konnte keines der Teams, die die französischen Motoren einsetzten, einen Sieg einfahren. Die Mecachrome-Motoren wurden allgemein als ein wesentlicher Grund für die mangelnde Konkurrenzfähigkeit von Williams und Benetton angesehen. Williams schloss die Saison 1998 hinter McLaren und Ferrari als Dritter der Konstrukteurswertung ab, Benetton wurde Fünfter.
Für 1999 übernahm Supertec, ein von Flavio Briatore gegründetes Unternehmen, die weitere Entwicklung und den Vertrieb der ehemaligen Renault-Motoren. Sie wurden bis zur Saison 2000 von Williams, Benetton, BAR und Arrows eingesetzt. Auch hier erzielten sie keine Siege.

## Weitere Rennserien

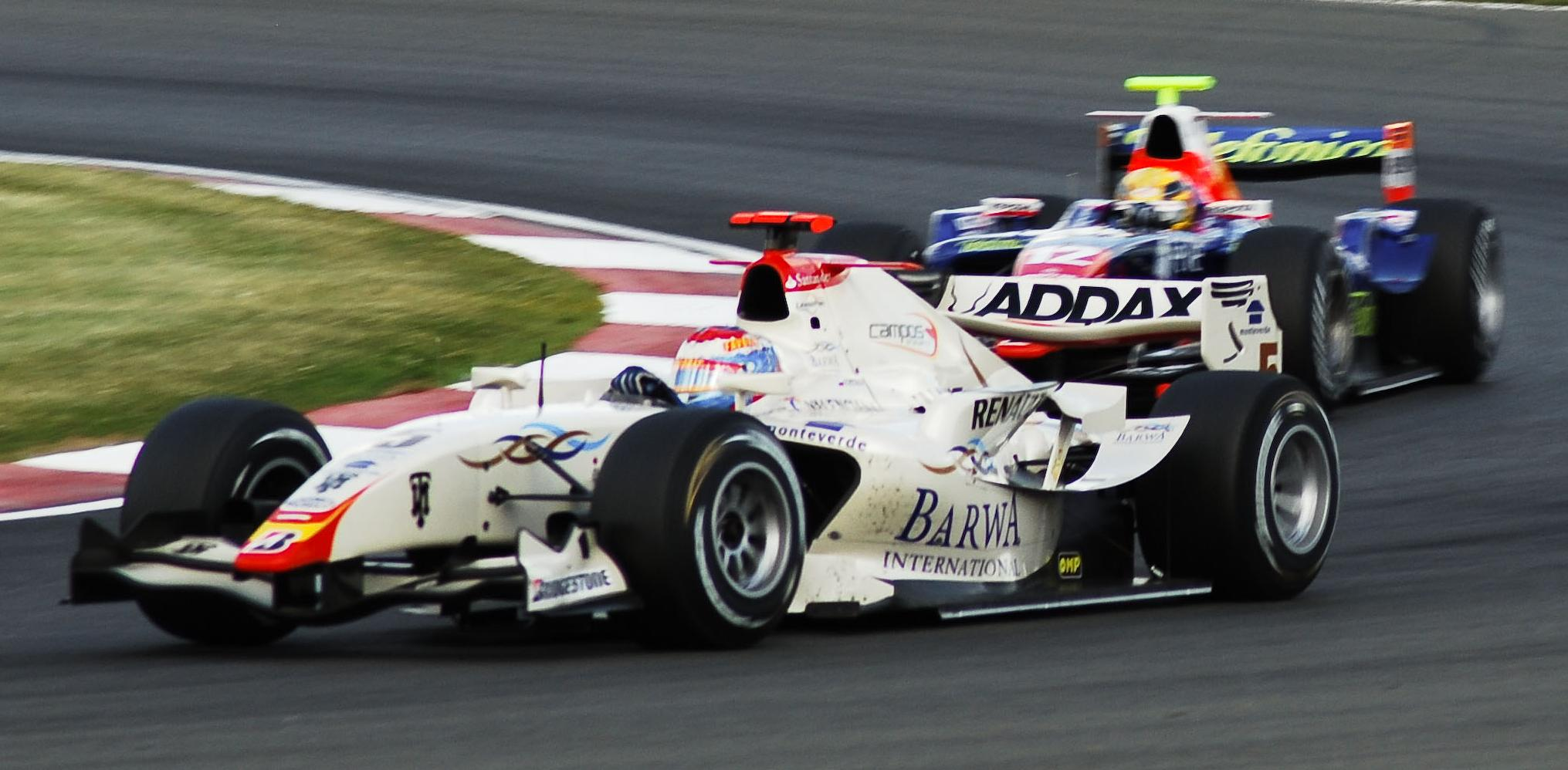
Mit Mecachrome-Motor: Die Dallara-Chassis der GP2-Serie (hier ein Modell der Saison 2008)

Ab 2005 übernahm Mecachrome den Aufbau und Wartung der von Renault entwickelten Motoren der GP2-Serie. Zudem wurde die Basis dieses Motors auch in Le-Mans-Prototypen eingesetzt. Die französischen Teams von Noël del Bello und Paul Belmondo starteten 2005 und 2006 beim 24-Stunden-Rennen von Le Mans und in der Le Mans Series mit einem auf 3,4 Liter Hubraum verkleinerten Version des GP2-Pendants. Während der Vertrag zum Aufbau von GP2-Motoren 2008 verlängert wurde, fanden sich mit dem Rückzug beider Teams im Sportwagensport keine weiteren Abnehmer.

## Sonstiges
Mecachrome entwickelte für den Peugeot 206 RC 180 den Zylinderkopf und ermöglichte somit für ein Serienauto hohe Drehzahlen.

## Statistik
| Saison | Teams    | Fahrer (Punkte)            | Grands Prix | Punkte | Siege | Zweiter | Dritter | Poles | schn. Runden | WM-Platzierung |
| ------ | -------- | -------------------------- | ----------- | ------ | ----- | ------- | ------- | ----- | ------------ | -------------- |
| 1998   | Williams | Jacques Villeneuve (21)    | 16          | 38     | –     | –       | 3       | –     | –            | 3.             |
| 1998   | Williams | Heinz-Harald Frentzen (17) | 16          | 38     | –     | –       | 3       | –     | –            | 3.             |
| 1998   | Benetton | Giancarlo Fisichella (16)  | 16          | 33     | –     | 2       | –       | 1     | 1            | 5.             |
| 1998   | Benetton | Alexander Wurz (17)        | 16          | 33     | –     | 2       | –       | 1     | 1            | 5.             |
| 1998   | Gesamt   | Gesamt                     | 16          | 71     | –     | 2       | 3       | 1     | 1            | –              |

## Flugzeugtriebwerk
Für das LEAP-Flugzeugtriebwerk des Herstellers CFM International, eines Joint-Ventures von General Electric (USA) und Safran Aircraft Engines, liefert Mecachrome die Turbinenschaufeln.